# Comuna Vladîslavka, Mîronivka
Vladîslavka (în ucraineană Владиславка) este o comună în raionul Mîronivka, regiunea Kiev, Ucraina, formată din satele Huli, Vahutînți și Vladîslavka (reședința).

## Demografie
Componența lingvistică a comunei Vladîslavka
     Ucraineană (98,29%)
     Rusă (1,66%)
     Alte limbi (0,05%)
Conform recensământului din 2001, majoritatea populației comunei Vladîslavka era vorbitoare de ucraineană (98,29%), existând în minoritate și vorbitori de rusă (1,66%).